# Beaubien (metrostation)
Beaubien is een metrostation in het stadsdeel Rosemont–La Petite-Patrie van de Canadese stad Montréal. Het station werd geopend op 14 oktober 1966 en wordt bediend door de oranje lijn van de metro van Montréal.